# دورنیه دو اکس
دورنیر دو اکس (به انگلیسی: Dornier_Do_X) یک هواگرد از نوع هواپیمای مسافربری، کشتی پرنده ساخت شرکت دورنیر فلوکتسایک‌ورک در آلمان است. هواگرد دورنیر دو اکس نخستین پروازش را در 12 جولای 1929 میلادی انجام داد. در مجموع، تعداد ۳ فروند از این هواگرد ساخته شده‌است.
طراح این هواگرد، دکتر کلاود دورنیر مهندس آلمانی بود.